# 西七根町
西七根町（にしななねちょう）は、愛知県豊橋市の地名。

## 地理
豊橋市南部に位置する。東は東七根町、西は高塚町、南は遠州灘に接する。

### 河川
- 豊川用水東部幹線[1]

### 字一覧
- 赤坂（あかさか）[WEB 5]
- 石塚（いしづか）[WEB 5]
- 一ノ沢上（いちのさわかみ）[WEB 5]
- 一ノ沢下（いちのさわしも）[WEB 5]
- 猪原（いはら）[WEB 5]
- 大崎海道（おおさきかいどう）[WEB 5]
- 奥足田口（おくあしだぐち）[WEB 5]
- 上相待ケ谷（かみあいまちがや）[WEB 5]
- 唐沢（からさわ）[WEB 5]
- 北浜辺（きたはまべ）[WEB 5]
- 小峠（ことうげ）[WEB 5]
- 下相待ケ谷（しもあいまちがや）[WEB 5]
- 谷合（たにあい）[WEB 5]
- 道天下（どうでんした）[WEB 5]
- 中足田口（なかあしだぐち）[WEB 5]
- 中石塚（なかいしづか）[WEB 5]
- 中浜辺（なかはまべ）[WEB 5]
- 永トロ（ながとろ）[WEB 5]
- 西石塚（にしいしづか）[WEB 5]
- 西猪原（にしいはら）[WEB 5]
- 西浜辺（にしはまべ）[WEB 5]
- 西六ツ峰（にしむつみね）[WEB 5]
- 農功（のうこう）[WEB 5]
- 東猪原（ひがしいはら）[WEB 5]
- 東浜辺（ひがしはまべ）[WEB 5]
- 松前谷（まつまえだに）[WEB 5]
- 南浜辺（みなみはまべ）[WEB 5]
- 南六ツ峰（みなみむつみね）[WEB 5]
- むつみね台（むつみねだい）[WEB 5]
- 六ツ峰（むつむね）[WEB 5]

## 歴史

### 人口の変遷
国勢調査による人口および世帯数の推移。
| 1995年（平成7年）  | 119世帯 574人  |  |
| 2000年（平成12年） | 131世帯 592人  |  |
| 2005年（平成17年） | 221世帯 876人  |  |
| 2010年（平成22年） | 302世帯 1139人 |  |
| 2015年（平成27年） | 379世帯 1402人 |  |

### 沿革
- 寛永20年 - 三河国渥美郡七根村が東西に分割され、西七根村が成立[2]。
- 1878年（明治11年） - 合併し、五並村の一部となる[3]。
- 1884年（明治17年） - 五並村より七根村が分離する[3]。
- 1955年（昭和30年） - 高豊村七根の一部により、豊橋市西七根町が成立[3]。
- 1962年（昭和37年） - 天伯町との間で境界を変更する[3]。

## 交通
- 愛知県道伊良湖岬白須賀線[1]

## 施設
- 高根校区市民館[1]
- 豊橋市立高根小学校[1]
- 豊橋市子牛育成場[1]
- 豊橋市南部農協西七根出張所[1]
- 臨済宗妙心寺派聴松寺[1]
- 御厨神社[1]

### WEB
1. ↑  “愛知県豊橋市の町丁・字一覧”.   人口統計ラボ. 2023年4月13日閲覧。
2. ↑  総務省統計局 (2017年1月27日). “平成27年国勢調査の調査結果(e-Stat) - 男女別人口及び世帯数 －町丁・字等” (CSV). 2021年7月21日閲覧。
3. ↑  “愛知県豊橋市の郵便番号一覧”.   日本郵便. 2023年4月13日閲覧。
4. ↑  “市外局番の一覧” (PDF).   総務省 (2022年3月1日). 2022年3月22日閲覧。
5. 1 2 3 4 5 6 7 8 9 10 11 12 13 14 15 16 17 18 19 20 21 22 23 24 25 26 27 28 29 30  “愛知県豊橋市 住所一覧から地図を検索”.   ONE COMPATH. 2023年8月17日閲覧。
6. ↑  総務省統計局 (2014年3月28日). “平成7年国勢調査の調査結果(e-Stat) - 男女別人口及び世帯数 －町丁・字等” (CSV). 2021年7月20日閲覧。
7. ↑  総務省統計局 (2014年5月30日). “平成12年国勢調査の調査結果(e-Stat) - 男女別人口及び世帯数 －町丁・字等” (CSV). 2021年7月20日閲覧。
8. ↑  総務省統計局 (2014年6月27日). “平成17年国勢調査の調査結果(e-Stat) - 男女別人口及び世帯数 －町丁・字等” (CSV). 2021年7月21日閲覧。
9. ↑  総務省統計局 (2012年1月20日). “平成22年国勢調査の調査結果(e-Stat) - 男女別人口及び世帯数 －町丁・字等” (CSV). 2021年7月21日閲覧。
10. ↑  総務省統計局 (2017年1月27日). “平成27年国勢調査の調査結果(e-Stat) - 男女別人口及び世帯数 －町丁・字等” (CSV). 2021年7月21日閲覧。

### 書籍
1. 1 2 3 4 5 6 7 8 9 10  「角川日本地名大辞典」編纂委員会 1989, p. 1792.
2. ↑  「角川日本地名大辞典」編纂委員会 1989, p. 1009.
3. 1 2 3 4  「角川日本地名大辞典」編纂委員会 1989, p. 1010.